# Werus Maksymus

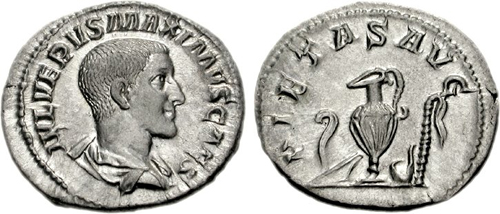
Denar z wizerunkiem Maksymusa oraz inskrypcją PIETAS AVG(usti) i przedstawieniem przyborów kapłańskich na rewersie (236 r.)

Werus Maksymus, Gaius Iulius Verus Maximus (ur. 216, zm. czerwiec 238) –  syn Maksymina Traka, jego cezar od 236 roku.
Był synem Maksymina i Cecylii Pauliny. Wcześniej znany pod imieniem Verus Maximus, jako dwudziestoletni został ogłoszony przez ojca cezarem i odtąd nosił imię Gajusz Juliusz Werus Maksymus. Poniósł śmierć podczas oblężenia Akwilei zamordowany wraz z ojcem przez zbuntowanych żołnierzy legionu II Partyjskiego i pretorian, którzy przyłączyli się do buntu.